# Ushahidi
Ushahidi (Swahili: vittne, vittnesbörd) är ett kenyanskt icke vinstdrivande företag som utvecklat webbapplikationer och fri programvara för insamling och sammanställning av medborgargenererad information om våldsamma kriser, naturkatastrofer och liknande. Det kom först till användning under oroligheterna vid valet i Kenya 2007, då ögonvittnesrapporter om våldsamheter sändes in via mejl eller SMS, och visualiserades på en karta från Google Maps. Systemet har senare kommit till användning vid många andra kriser, exempelvis vid jordbävningarna i Haiti 2010 och Christchurch 2011. 
Ushahidi grundades av bl.a. Juliana Rotich och Erik Hersman. 